# Ultra-Mobile PC

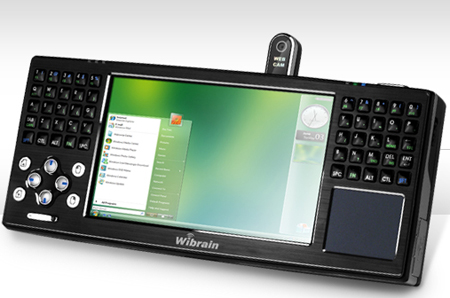
Wibrain B1

Un Ultra-Mobile PC sau Ultra-Mobile Personal Computer, termen englez cu prescurtarea UMPC, este o clasă de calculatoare portabile ale căror specificații au fost lansate de companiile Microsoft și Intel în primăvara anului 2006. Compania Sony făcuse deja o primă încercare în această direcție în 2004, cu PC-urile sale de tip Vaio seria U, care au fost însă vândute numai în Asia. UMPC-urile au dimensiuni mai mici decât subnotebook-urile și se folosesc la fel ca și un PC tabletă, cu ajutorul unui ecran tactil sau al unui stylus. Nu există nicio delimitare clară între subnotebook-uri și UMPC-uri.